# Terminologia Anatomica

La Terminologia Anatomica (abrégé en « TA », en français : terminologie anatomique) est la terminologie officielle concernant l'anatomie humaine.
Résultat d'un consensus international dans le domaine de l'anatomie macroscopique humaine, elle remplace la nomenclature précédente (les Nomina Anatomica (abrégé en « NA »)), dont la première édition remonte à 1955 à Paris [Parisiensa nomina anatomica], et qui a subi cinq révisions jusqu'à la 6e édition de 1989.
La Terminologia Anatomica est publiée pour la première fois en 1998, après neuf années d'efforts du Comité fédératif de la terminologie anatomique (en) (FCAT, de l’anglais : Federative Committee on Anatomical Terminology) — groupe de travail spécialisé de la Fédération internationale des Associations d'anatomistes (en) (en anglais : International Federation of Associations of Anatomists, ou IFAA) qui a mandaté et approuvé ce programme.
La Terminologia Anatomica est officiellement rédigée en latin, mais elle est accompagnée d’une version en anglais à titre indicatif. En 2005, elle n'était toujours pas traduite en français, contrairement aux Nomina Anatomica (NA) pour laquelle il existe de nombreuses traductions dans les langues vernaculaires. Toutefois, 80 % du corpus de TA et de NA étant commun, certains auteurs ont suggéré d'utiliser la nomenclature des versions linguistiques déjà existantes de NA pour effectuer ce travail de traduction. La TA est disponible sur Internet. 
Depuis 2007, il existe une version en français du Lexique illustré d'anatomie Feneis de W. Dauber, traduit par Pierre Boujat. Plusieurs modifications de la TA ne permettent pas une reprise systématique des termes déduits des NA, car certaines structures ont été redécoupées.
« La TA est formée de 7 444 termes anatomiques, dont 206 sont classés à deux endroits différents. La TA est organisée en seize chapitres ».

## Liste des chapitres deTerminologia Anatomica
| Codes TA | Libellés latin                       | Libellés français                   | Libellés anglais          |
| -------- | ------------------------------------ | ----------------------------------- | ------------------------- |
| A01      | Anatomia generalis                   | Anatomie générale                   | General anatomy           |
| A02      | Ossa ; Systema skeletale             | Os ; Système squelettique           | Bones ; Skeletal system   |
| A03      | Juncturae ; Systema articulare       | Articulations ; Système articulaire | Joints ; Articular system |
| A04      | Musculi ; Systema musculare          | Muscles ; Système musculaire        | Muscles ; Muscular system |
| A05      | Systema digestorium                  | Système digestif                    | Alimentary system         |
| A06      | Systema respiratorium                | Système respiratoire                | Respiratory system        |
| A07      | Cavitas thoracis ; Cavitas thoracica | Cavité thoracique                   | Thoracic cavity ; Thorax  |
| A08      | Systema urinarium                    | Système urinaire                    | Urinary system            |
| A09      | Systemata genitalia                  | Systèmes génitaux                   | Genital systems           |
| A10      | Cavitas abdominis et pelvis          | Cavités abdominale et pelvienne     | Abdominopelvic cavity     |
| A11      | Glandulae endocrinae                 | Glandes endocrines                  | Endocrine glands          |
| A12      | Systema cardiovasculare              | Système cardiovasculaire            | Cardiovascular system     |
| A13      | Systema lymphoideum                  | Système lymphoïde                   | Lymphoid system           |
| A14      | Systema nervosum                     | Système nerveux                     | Nervous system            |
| A15      | Organa sensuum                       | Organes des sens                    | Sense organs              |
| A16      | Integumentum commune                 | Téguments                           | The integument            |